# Brügge (Schleswig-Holstein)
Pour les articles homonymes, voir Brügge (homonymie).
Brügge est une municipalité allemande située dans le land du Schleswig-Holstein et dans l'arrondissement de Rendsburg-Eckernförde.